# اچ‌ام‌سی‌اس ایپر
اچ‌ام‌سی‌اس ایپر (به انگلیسی: HMCS Ypres) یک کشتی بود که طول آن ۱۳۰ فوت (۴۰ متر) بود. این کشتی در سال ۱۹۱۷ ساخته شد.